# Pedro Molina y Sotomayor
Pedro Molina y Sotomayor (Mendoza, 29 de junio de 1781 - 16 de marzo de 1842) fue un militar y político argentino, uno de los principales dirigentes federales de Mendoza. Fue gobernador de la Provincia de Mendoza en cuatro oportunidades.

## Inicios
Hijo del alcalde Francisco Javier Molina y de María Josefa de Sotomayor, ambos descendientes de familias acomodadas de Mendoza, estudió en Chile, donde comenzó estudios universitarios que no pudo terminar.
Apoyó la Revolución de Mayo y sus efectos en Cuyo, pero no tuvo actuación política importante. En diciembre de 1812 se enroló como capitán de cívicos, mientras continuaba ejerciendo como hacendado y comerciante. En 1813 fue miembro del cabildo de la ciudad.
Al llegar José de San Martín a Mendoza, fue uno de los más firmes apoyos del nuevo gobernador, y uno de los firmantes del rechazo de su reemplazo por Gregorio Perdriel. En 1817 fue alcalde del cabildo, y fue uno de los fundadores de la primera escuela secundaria de la ciudad. Durante la campaña de San Martín en Chile fue comandante de cívicos, ascendiendo a teniente coronel en 1820.

## Primer gobierno
Fue gobernador desde el 21 de enero de 1822 al 29 de abril de 1824; la legislatura lo ascendió al grado de coronel. Fueron sus ministros, sucesivamente, Pedro Nolasco Videla y el presbítero José Andrés Pacheco de Melo.
Impulsó la educación y la cultura: fundó la Sociedad Lancasteriana, para imponer esa curiosa forma de educación mutua, la biblioteca pública — con muchos libros enviados desde Lima por San Martín — y una imprenta en que se editaban textos escolares y un periódico. El puntal de esa preocupación por la cultura y la educación fue el sabio puntano llamado Juan Crisóstomo Lafinur, director de la escuela secundaria y del periódico oficialista, el Registro Ministerial, y posteriormente del Verdadero Amigo del País.
También instauró el primer teatro de Mendoza, dirigido por Ambrosio Morante y donde inició una breve carrera artística el después general José Ruiz Huidobro. Introdujo los primeros gusanos de seda, ordenó las acuñaciones de moneda provincial (de modelo igual al nacional), ayudó a la división de José María Pérez de Urdininea, que marchó a apoyar el final de la guerra en el Alto Perú. Fundó las instituciones del poder judicial mendocino, firmó el tratado de San Miguel de las Lagunas con las otras provincias cuyanas, reorganizó las fronteras con los indígenas y realizó un censo provincial, que dio un resultado de poco más de 20 mil habitantes.
Nombró diputado en Buenos Aires al exgobernador Tomás Godoy Cruz, para organizar la urgente reunión de un Congreso Nacional Constituyente, misión que chocó con la firme negativa de los unitarios porteños.
Cuando el cabildo expulsó a Lafinur, Molina intentó salvarlo, pero finalmente este tuvo que huir a Chile. En abril de 1824, los desórdenes y quejas promovidos por los opositores a la reforma monetaria lograron que la Junta de Representantes de Mendoza aceptara la renuncia de Molina. En su lugar fue elegido interinamente Juan Agustín Maza.

## Segundo gobierno
Posteriormente, la misma Junta organizada en triunvirato le solicitó hacerse cargo del gobierno interinamente, cargo que aceptó. Este segundo y breve gobierno duró hasta que Molina, cansado de la acción de la oposición en los periódicos y en pasquines ocasionales, vendió su estancia de Uspallata y presentó la renuncia indeclinable el 4 de junio de 1824.
Su reemplazante fue el general José Albino Gutiérrez.

## En el llano
Se dedicó a la administración de sus campos y a atender un negocio en la ciudad. Se decidió por el partido federal y apoyó al gobernador federal Juan Rege Corvalán, que lo hizo su ministro.
Al producirse la invasión unitaria después de la batalla de Oncativo, en septiembre de 1830, Corvalán delegó el mando en Molina, que tenía menos conflictos con los unitarios. Pero los dirigentes federales se retiraron hacia el sur, siendo asesinados por algunos indios pehuenches. Pocos días más tarde, Molina renunciaba a su gobierno interino, siendo ocupada la provincia por los unitarios.
Volvió a la actividad política con la victoria de Facundo Quiroga en la batalla de Rodeo de Chacón. No logró evitar la matanza de los prisioneros unitarios, que este ordenó en venganza por otros crímenes. Fue varias veces ministro y legislador provincial, bajo los gobiernos de Manuel Lemos, Pedro Nolasco Ortiz y Pedro Pelliza.

## Tercer gobierno
Su tercer período de gobierno fue el más extenso y activo: desde el 4 de agosto de 1832 hasta el 8 de febrero de 1835 como Gobernador interino, y a partir de esa fecha hasta el 20 de marzo de 1838 como Gobernador titular de la Provincia.
Su ministro fue el mismo Pelliza, después reemplazado por Juan Rosas; y el presidente de la legislatura fue el coronel José Santos Ramírez. Se mostró como un aliado incondicional de Quiroga mientras este vivió.
Fundó varias escuelas y dictaminó un impuesto sobre los bienes de los que fallecen, en una escala progresiva, para el sostenimiento de esas escuelas. Reglamentó las relaciones entre los estancieros, creó el departamento de policía, reconstruyó el mercado de la ciudad y se ocupó de la situación de los pueblos del interior de la provincia, que muchos gobernadores de ese siglo y de los anteriores  habían olvidado.
Reforzó la defensa del sur de la provincia, llevando el centro defensivo de San Carlos a San Rafael, y colocando el mando de la frontera en manos del ex fraile — y entonces general- José F. Aldao.
A la muerte de Facundo Quiroga, los unitarios se pusieron en movimiento: una conspiración muy extendida fue aplastada a último momento, y el consejo de guerra encontró culpables a Ignacio Correa, Alejo Cuitiño y el coronel negro Lorenzo Barcala, que se hallaba refugiado en la provincia de San Juan. Correa y Cuitiño fueron fusilados de inmediato. Tras un complicado proceso de extradición desde San Juan, que dejaba en claro la complicidad del ministro de esa provincia, Domingo de Oro, el coronel Barcala fue fusilado el 1 de agosto.
El ministro Oro abandonó la provincia de San Juan, lo que forzó al gobernador Martín Yanzón a adelantar planes que estaba organizando, e invadir antes de tiempo la provincia de La Rioja. Como resultado, fue derrotado y también él debió huir a Chile. En su derrocamiento participaron el gobernador riojano Tomás Brizuela y el mendocino Molina.
Al asumir el gobierno de Buenos Aires el general Juan Manuel de Rosas, a través del general Manuel Corvalán, tuvo buenas relaciones con Molina, que impuso el uso de la divisa punzóy revalidó la delegación de las relaciones exteriores en el gobernador porteño. En parte por eso, logró mantener a raya las ambiciones de Aldao. Fue ascendido a general en julio de 1836.
Renunció a su reelección en marzo de 1838, siendo reemplazado por Justo Correas, aliado incondicional del mencionado José Aldao.

## Cuarto gobierno
El 4 de noviembre de 1840 estalló en Mendoza una revolución dirigida por opositores de Aldao, aprovechando la ausencia de este en campaña contra el gobernador de la provincia de La Rioja, Tomás Brizuela, dirigida por Juan de Rosas y el coronel Casimiro Recuero; los revolucionarios llamaron al gobierno a Molina, que llevaba un tiempo alejándose de la influencia de Aldao. Al mismo tiempo, pidieron ayuda a los jefes unitarios Gregorio Aráoz de Lamadrid, instalado en Córdoba, y Juan Lavalle, que avanzaba hacia esa ciudad.
La rápida reacción del general Aldao, que inició inmediatamente su regreso hacia Mendoza, y la organización de fuerzas leales por el coronel Ramírez obligaron a Molina a presentar la renuncia apenas 11 días después de asumido el gobierno. Rosas huyó a Chile, mientras Molina se retiró a su casa, amparado en su amistad con Aldao. Por su parte, la división enviada en ayuda de Molina por Lavalle fue destruida en la Batalla de San Cala en el mes de enero, mucho tiempo después de haber perdido su razón de ser.
Pedro Molina falleció el 16 de marzo de 1842 en Mendoza.